# Trevi-fontænen
41°54′03.15″N 12°28′59.4″Ø / 41.9008750°N 12.483167°Ø
Fontana di Trevi, bedre kendt som Trevi-fontænen, ligger i Roms centrum og er et af verdens mest kendte springvand. Den store marmorfigur forestiller titanen Okeanos, der rider med sine heste gennem de vandmasser, som strømmer ud af fontænen.

## Konstruktion
Fontænen blev påbegyndt i 1732 af Nicola Salvi, som muligvis var inspireret af nogle af Berninis gamle tegninger. Den endelige fontæne var bygget færdig i 1762 af Nicola Pannini. Fontænen får sit vand fra en kilde kaldet Acqua Vergine-akvædukten. Kilden er opført af Agrippa 19 f.Kr. og blev i 1453 restaureret af Nikolaus 5.. Det centrale værk er udført af billedhuggeren Pietro Bracci, mens Filippo della Valle har lavet figurerne i sidenicherne på hver side.
Hovedfiguren er flankeret af to kvinder: Overflodens gudinde, der øser af sit overflødighedshorn, og sundhedens gudinde med en krukke, der omslynges af en slange. I nicherne ovenover anskueliggøres historien om Agrippa, der undersøger kilden, jomfruen har fundet, og som opkaldes efter hende: Acqua vergine (= jomfruvand). Vandet løber stadig frit fra et udspring inderst til højre i fontæne-arrangementet, og tidligere kunne man se ældre mennesker med spande hente vand derfra til eget brug. Dette vand blev anset som det ægte "jomfruelige vand", fordi det ikke var løbet gennem husenes rørsystemer. Gaden, der ender ved fontænen, hedder Via del Lavatore (= Vaskerens gade), for her ved vandposten boede den embedsmand, der havde ansvar for renholdet af Quirinalpaladset, hvor paven dengang boede. 

## Turisme
Mange turister kaster mønter ned i fontænen, da et gammelt rygte siger, at man kommer tilbage til byen en dag, hvis man kaster en mønt over sin skulder og ned i fontænen. Dette indbringer over 1 million kroner årligt, som går til Caritas og Røde Kors. Trevi-fontænen er det mest besøgte monument i Rom.[kilde mangler]

## Trevi-fontænen i kunsten
Trevi-fontænen optræder i adskillige film. Mest kendt er nok Federico Fellinis Det søde liv fra 1960, hvor Anita Ekberg i en af filmens mest berømte scener hopper i bassinet. Endvidere ses fontænen i Prinsessen holder fridag fra 1953 af William Wyler, hvor prinsessen, spillet af Audrey Hepburn, får klippet sit hår hos en frisør med udsigt til Trevi-fontænen. Den optræder også på det sted i Hilary-Duff-filmen Lizzie McGuire The Movie, hvor Lizzie og Paolo mødes første gang.